# Berkelium(III)-chlorid
Berkelium(III)-chlorid ist ein Chlorid des künstlichen Elements und Actinoids Berkelium mit der Summenformel BkCl3. In diesem Salz tritt Berkelium in der Oxidationsstufe +3 auf.

## Eigenschaften

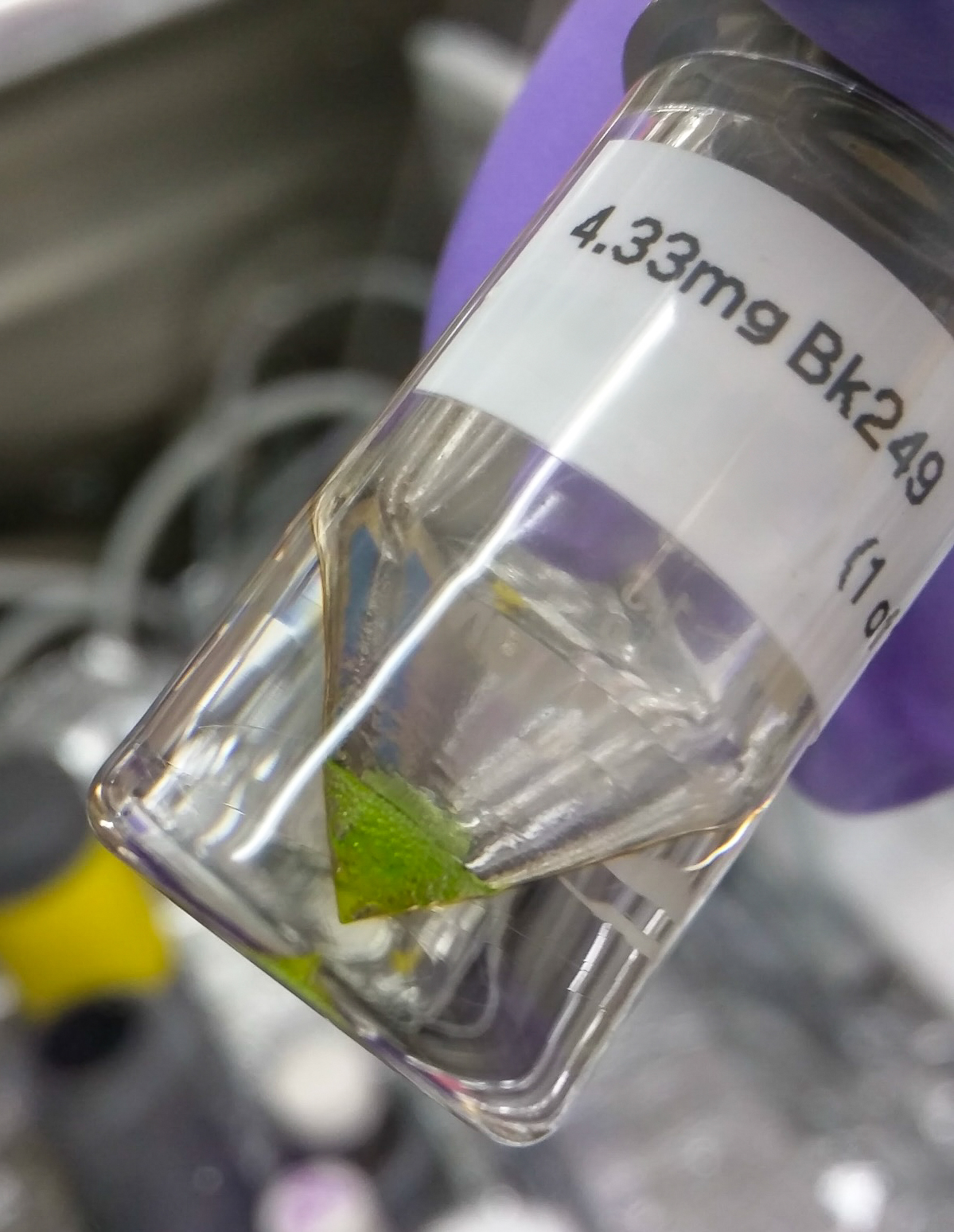
Hydratisiertes BkCl₃

Berkelium(III)-chlorid ist ein grüner Feststoff und kristallisiert im hexagonalen Kristallsystem in der Raumgruppe P63/m (Nr. 176) mit den Gitterparametern a = 738,2 ± 0,2 pm und c = 412,7 ± 0,3 pm und zwei Formeleinheiten pro Elementarzelle. Seine Kristallstruktur ist isotyp mit Uran(III)-chlorid (UCl3). In der Struktur werden die Berkeliumatome von je neun Chloratomen umgeben, als Koordinationspolyeder ergibt sich dabei ein dreifach überkapptes, trigonales Prisma.
Das Hexahydrat (BkCl3·6 H2O) weist eine monokline Kristallstruktur auf mit: a = 966 pm, b = 654 pm und c = 797 pm sowie β = 93° 46'; Raumgruppe: P2/n (Nr. 13, Stellung 2).